# South Fork Estates (Texas)
South Fork Estates es un lugar designado por el censo ubicado en el condado de Jim Hogg en el estado estadounidense de Texas. En el Censo de 2010 tenía una población de 70 habitantes y una densidad poblacional de 8,08 personas por km².

## Geografía
South Fork Estates se encuentra ubicado en las coordenadas 27°16′11″N 98°43′26″O / 27.26972, -98.72389. Según la Oficina del Censo de los Estados Unidos, South Fork Estates tiene una superficie total de 8.67 km², de la cual 8.67 km² corresponden a tierra firme y (0%) 0 km² es agua.

## Demografía
Según el censo de 2010, había 70 personas residiendo en South Fork Estates. La densidad de población era de 8,08 hab./km². De los 70 habitantes, South Fork Estates estaba compuesto por el 85.71% blancos, el 0% eran afroamericanos, el 0% eran amerindios, el 0% eran asiáticos, el 0% eran isleños del Pacífico, el 14.29% eran de otras razas y el 0% pertenecían a dos o más razas. Del total de la población el 97.14% eran hispanos o latinos de cualquier raza.